# Åke Jönsson (Svarte skåning)
Svarte Åke Jönsson (av den ätt som senare kallats Svarte skåning), död mellan 11 november 1494 och 15 augusti 1495, var en svensk riddare, lagman, hövitsman och riksråd.
Svarte Åke Jönsson var son till riksrådet Svarte Jöns och Ingeborg Nilsdotter (Natt och Dag). Han inskrevs 1438 vid Leipzigs universitet. Troligen dubbades han till riddare i samband med Karl Knutsson (Bonde)s kröning 1448. Någon gång före 1551 blev han fogde på Ringstaholm med underlydande fögderi. Åke Jönsson erhöll kort efter Jöns Bengtsson (Oxenstierna)s uppror mot Karl Knutsson flera förläningar och reste samma år till Finland för att där genomdriva Kristian I:s val till svensk kung. I slutet av 1450-talet blev han häradshövding i Rönö härad och fungerade en tid som hövitsman på Nyköpingshus.
1458 blev han lagman i Södermanland. Han verkar inte ha gjort sig populär bland allmogen, 1463 nekade han i ett brev till att ha bundit och slagit en bonde i Gudhems härad och sedan han 1462 blivit hövitsman på Axevalla hus beklagade sig allmogen över olaglig beskattning. Då Jöns Bengtsson 1457 fängslades på Kristian I:s order var Åke Jönsson ett av de riksråd som tillstyrkte arresteringen, trots att Jöns Bengtsson var hans morbrors hustrus styvson och studerat samtidigt med honom i Leipzig. Då anhängarna till Jöns Bengtsson 1464 inledde ett uppror anfölls Axevalla hus och belägrades av Erik Nilsson (Oxenstierna). Efter en längre belägring kapitulerade borgen 1465. 
Han deltog 1466 i förlikningen mellan Erik Axelsson (Tott) och Jöns Bengtsson och erhöll då flera förläningar i Södermanland och Västergötland. 1467 var han även ett av riksråden som bjöd in Karl Knutsson att återta riket och deltog som ett av Karl Knutssons fyra sändebud vid förhandlingarna med danske kungen i Halmstad 1468.
Under Sten Sture den äldres riksföreståndartid deltog han flera gånger under 1470- och 1480-talen i unionsförhandlingar i Kalmar och var ett av fyra riksråd som underhandlade med Kristian I i Ronneby och med Kung Hans i  Halmstad 1483.
Åke Jönsson torde redan på 1440-talet ha tagit över Åkerö efter sin far. Han ägde dock jord runt om i Sverige, främst i Södermanland, Västergötland och Östergötland men även i Västmanland, Småland, Dalsland, Värmland, Uppland, Halland, Finland och Skåne.
Gift 1) med Mechtild Clausdotter (Plata), dotter till riksrådet Claus Plata och Cecilia Nilsdotter (Schack av Kungsnorrby)
1. Ingeborg Åkesdotter (Svarte skåning), gift med Staffan Bengtsson (Vinstorpaätten).

Gift 2) med Birgitta Gregersdotter (Lillie), dotter till riksrådet Gregers Matsson (Lillie) och Anna Johansdotter (Gädda).
1. Alfrid Åkesdotter (Svarte skåning), nämnd 1490 som död.[1], gift med Jöns Knutsson (Tre Rosor)